# Yuexiu Fortune Center Tower 1
El Yuexiu Fortune Center Tower 1 es un rascacielos situado en Wuhan, China. Sus obras empezaron en 2014 y se completaron en 2017. Tiene una altura de 330 metros y 69 pisos, que lo hacen el segundo edificio más alto de Wuhan y el 30.º más alto de China.